# Taça de Macau 2021
Der Taça de Macau 2021 war ein K.-o.-Fußballwettbewerb in Macau. Organisiert wurde der Wettbewerb von der Macau Football Association. Der Wettbewerb, an dem zehn Mannschaften teilnahmen, begann am 7. Juli 2021 und endete mit dem Finale am 26. November 2021. Titelverteidiger war Cheng Fung.

## Termine
| Runde            | Datum                       |
| ---------------- | --------------------------- |
| Vorrunde         | 7. Juli 2021                |
| Viertelfinale    | 14. Juli 2021 21. Juli 2021 |
| Halbfinale       | 28. Juli 2021               |
| Spiel um Platz 3 | 25. November 2021           |
| Finale           | 25. November 2021           |

## Resultate und Begegnungen

### Vorrunde
| Datum        |                | Ergebnis |                                 |
| ------------ | -------------- | -------- | ------------------------------- |
| 9. Juni 2022 | Hang Sai SC    | 4:5      | GD Polícia de Segurança Pública |
| 9. Juni 2022 | CD Monte Carlo | 1:3      | Sporting Clube de Macau         |

### Viertelfinale
| Datum         |                                 | Ergebnis |                         |
| ------------- | ------------------------------- | -------- | ----------------------- |
| 14. Juli 2021 | Tak Chun Ka I                   | 5:1      | Casa de Portugal        |
| 14. Juli 2021 | CD Lün Lók                      | 0:5      | Cheng Fung              |
| 21. Juli 2021 | GD Polícia de Segurança Pública | 0:4      | Chao Pak Kei            |
| 21. Juli 2021 | Benfica de Macau                | 3:2      | Sporting Clube de Macau |

### Halbfinale
| Datum         |                  | Ergebnis        |              |
| ------------- | ---------------- | --------------- | ------------ |
| 28. Juli 2021 | Tak Chun Ka I    | 0:3             | Chao Pak Kei |
| 28. Juli 2021 | Benfica de Macau | 3:3 (2:4 i. E.) | Cheng Fung   |

### Spiel um Platz 3
| Datum             |               | Ergebnis |                  |
| ----------------- | ------------- | -------- | ---------------- |
| 25. November 2021 | Tak Chun Ka I | 3:2      | Benfica de Macau |

### Finale
| Datum             |              | Ergebnis        |            |
| ----------------- | ------------ | --------------- | ---------- |
| 26. November 2021 | Chao Pak Kei | 0:0 (6:5 i. E.) | Cheng Fung |